# Erdmann Graeser

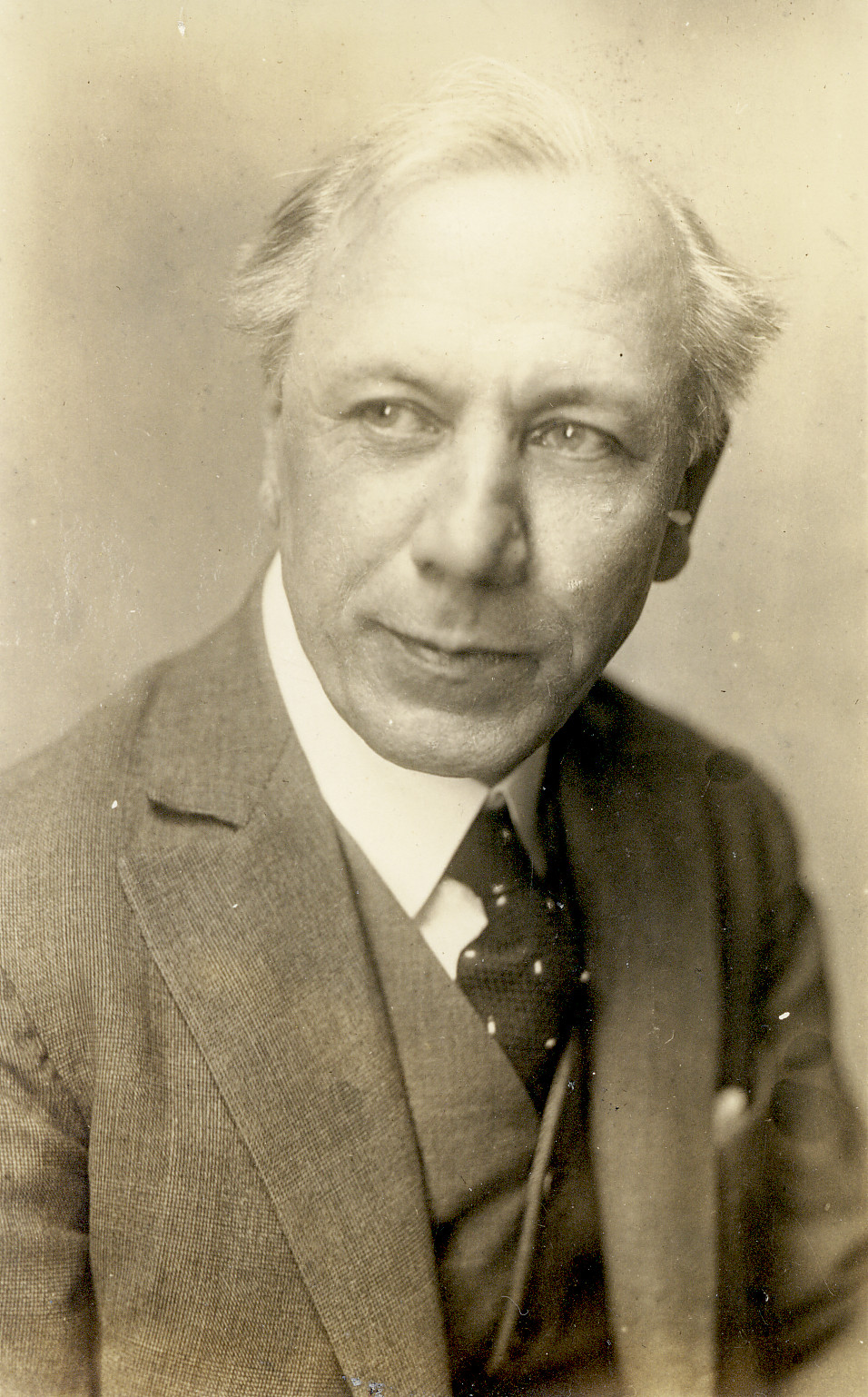
Erdmann Graeser

Erdmann Graeser (* 5. Mai 1870 in Berlin; † 7. Juli 1937 ebenda) war ein deutscher Schriftsteller.

## Leben

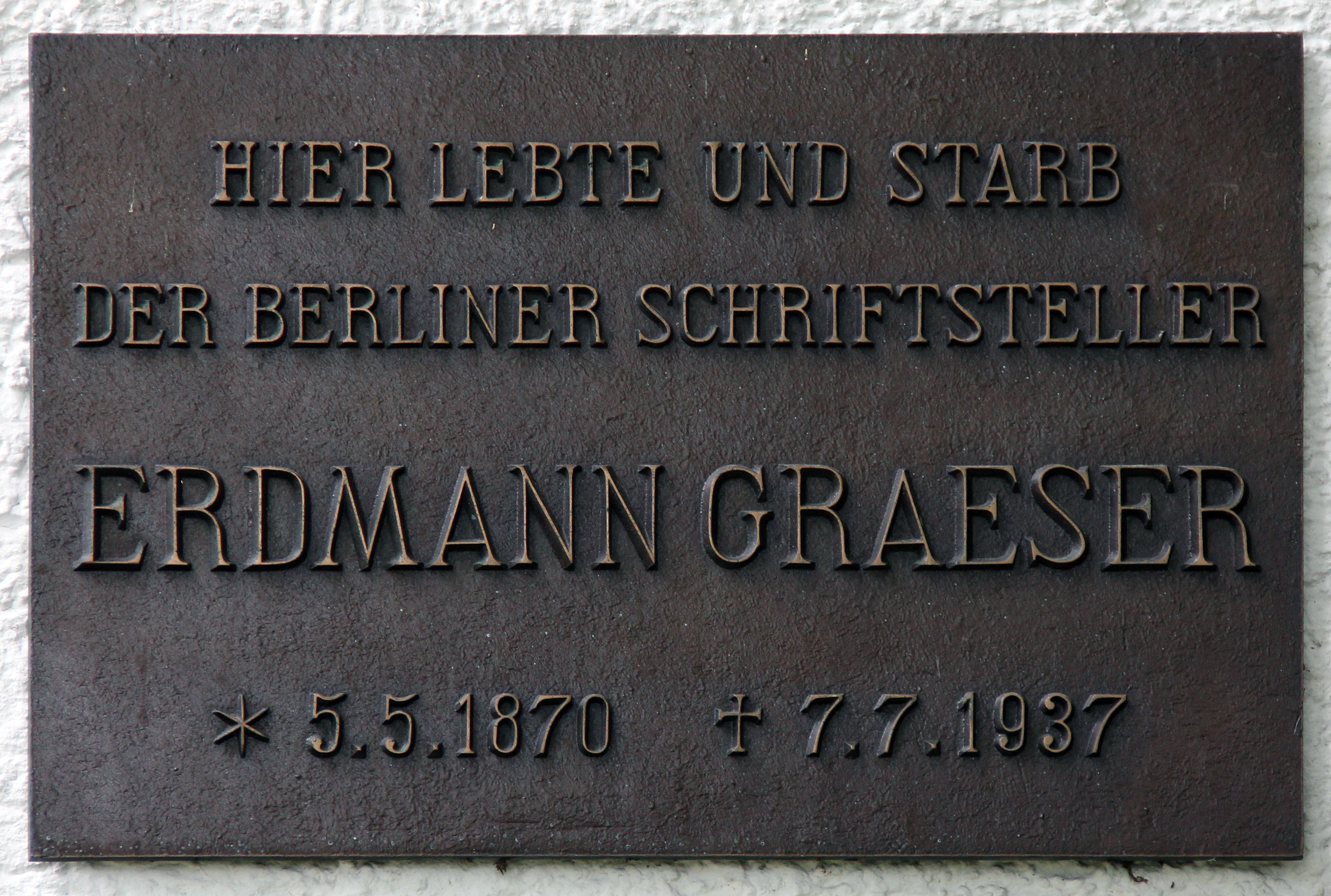
Gedenktafel am Haus Ahrenshooper Zeile 34 in Berlin-Schlachtensee

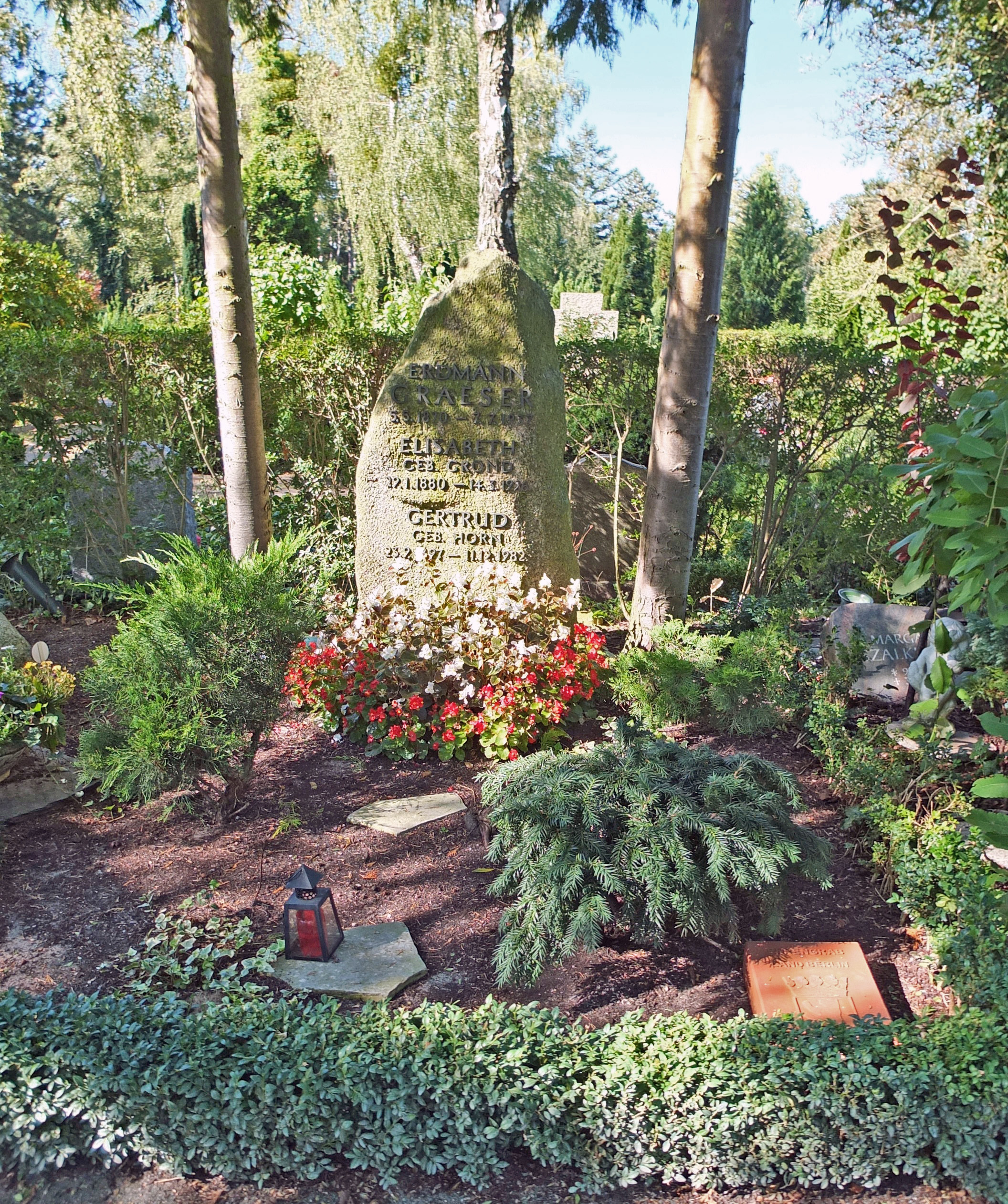
Grabstätte auf dem Friedhof Zehlendorf

Graeser wohnte viele Jahre in Berlin-Schöneberg und zog nach seinem literarischen Erfolg nach Berlin-Schlachtensee im Bezirk Zehlendorf. An seinem ehemaligen Wohnhaus in der Ahrenshooper Zeile 34, in dem er seit 1925 lebte, erinnert eine Gedenktafel an ihn. In Zehlendorf-West ist seit 1976 die über den Waldsee führende Wegeverbindung von Schiller- und Forststraße zwischen Argentinischer Allee und Goethestraße nach ihm benannt.
Graeser ist auf dem Friedhof Zehlendorf in einem Ehrengrab der Stadt Berlin bestattet. Er war Mitglied der Berliner Freimaurerloge Zu den drei Seraphim.

## Rezeption
Graeser thematisierte in seinen Unterhaltungsromanen die Lebenswelt der „kleinen Leute“ im Berlin seiner Zeit und legte dabei auch großen Wert auf den Berliner Dialekt. Seine Romane wurden später auch für Hörfunk und Fernsehen bearbeitet.

## Werke (Auswahl)
als Autor
- Lemkes sel. Witwe. Rembrandt-Verlag, Berlin 1972/78 (Nachdr. d. Ausg. Berlin 1907/08; 1928 verfilmt).
  - Zur unterirdischen Tante und andere humoristische Erzählungen aus der Romanfolge „Lemkes sel. Wwe.“ 1972, ISBN 3-7925-0195-3.
  - Das Spukhaus in Schöneberg und andere humoristische Erzählungen aus der Romanfolge „Lemkes sel. Wwe.“ 1973, ISBN 3-7925-0199-6.
  - Das falsche Gebiß und andere humoristische Erzählungen aus der Romanfolge „Lemkes sel. Wwe.“ 1976, ISBN 3-7925-0243-7.
  - Der blaue Amtsrichter. Humoristische Erzählungen aus der Romanfolge „Lemkes sel. Wwe.“ 1977, ISBN 3-7925-0248-8.
  - Berlin WW. Humoristische Erzählungen aus der Romanfolge „Lemkes sel. Wwe.“ 1978, ISBN 3-7925-0253-4.
- Die-Koblanks-Reihe
  - Die Koblanks. Roman einer Berliner Familie. Ullstein, Berlin 1989, ISBN 3-548-22023-1. (Nachdr. d. Ausg. Berlin 1921).
  - Koblanks Kinder. Roman einer Berliner Familie. Ullstein, Berlin 1989, ISBN 3-548-22062-2 (Nachdr. d. Ausg. Berlin 1929).
  - Eisrieke. Ein Roman aus dem alten Berlin. Arani-Verlag, Berlin 1987, ISBN 3-7605-8979-0 (Nachdr. d. Ausg. Berlin 1931).
  - Spreelore. Altberliner Roman. Arani-Verlag, Berlin 1990, ISBN 3-7605-8619-8 (Nachdr. d. Ausg. Berlin 1950).

als Herausgeber
- Der Riese vom Müggelberg und andere Berliner Sagen. Berliner Morgenpost, Berlin 1924.

als Redakteur
- Das Blatt der Kinder. : Ullstein, Berlin/Wien 1909 (vorherige Redaktion nicht bekannt; ab Weihnachtsnummer 1909 wird der Redakteur nicht mehr genannt; allerdings firmiert schon zur Zeit Graesers namentlicher Nennung ein „Onkel Otto“ in der Anrede an die Kinder als Redakteur.)

## Adaptionen
- Lemkes sel. Witwe (Film, 1928)
- George Burghardt (Libretto), Richard Hirsch (Musik): Lemke’s selige Witwe. Alt-Berliner Volksstück mit Gesang und Tanz in 5 Bildern. Rondo-Verlag, Berlin 1936.
- Lemkes sel. Witwe. Film, BRD 1957.
- Die Koblanks. Fernsehserie, BRD 1979.
- Spreelore oder das heiße Blut. Fernsehfilm, DDR 1980, Regie: Hans-Albert Pederzani.
- Anna und das Familiengespenst. Fernsehfilm, DDR 1980, Regie: Jens-Peter Proll.